# 夏威夷神探
《夏威夷之虎》（英語：Magnum, P.I.）為一部美國犯罪片與偵探情節電視劇，由湯姆·謝立克（Tom Selleck）主演，於1980年12月11日至1988年5月8日在哥倫比亞廣播公司首播；在臺灣曾由中國電視公司購入播映。
本劇節目拍攝場景和於1980年4月26日播映完畢的《檀島警騎》同樣設定於夏威夷。《檀島警騎》的翻拍版《天堂執法者》在2013年播出的“Hoa Pili”該集中，主角哼唱了本劇主題片頭曲。
2018年5月11日訂了重啟版的同名電視劇《新神探猛龍》，於2018年9月24日在CBS上播放。

## 簡介
前美國海軍三棲特戰隊（海豹部隊）退伍上尉湯馬士·麥格農/Thomas Magnum（湯姆·謝立克飾演）接受享譽全球的暢銷推理與探險小說家羅賓·邁斯特斯/Robin Masters委託與邀請，擔任其位於夏威夷歐胡島宅邸的保全系統顧問與測試員；期間Magnum享有宅邸免費食宿與駕駛Robin Masters名下汽車等各種權利。另外Magnum也從事私家調查員的工作，接受來自夏威夷眾島嶼上四面八方客戶的委託任務，並在強納森·奎爾·希金斯三世/Higgins、歐維爾·理查·萊特/Rick和狄奧多·"T.C."·凱文/T.C.等好友夥伴協助下，處理各類五花八門又光怪陸離的複雜案件。

## 演員與主要角色
演員與主要角色
- 湯姆·謝立克/Tom Selleck飾演湯馬士·蘇利文·麥格農四世/Thomas Sullivan Magnum IV（其父親與祖父分別為三世和二世），簡稱湯馬士·麥格農/Thomas Magnum，本作主角，劇中最常僅稱呼其姓氏「Magnum」，其次為其名「Thomas」，偶爾被叫暱稱「Tommy」。前美國海軍三棲特戰隊（海豹部隊）與美國海軍情報局退役上尉（第二季第5集中短暫復職後，被總統任命越級晉升為海軍中校），黑色捲髮、濃眉、身材高大（6′4″=193公分）、風流瀟灑、帥氣英俊、極具女人緣；他體態結實健美，擁有一雙修長的腿，臉上蓄有一口標誌性的濃密小鬍子（Mustache）以及深酒窩。衣著方面，Magnum最具代表性的穿著為紅色夏威夷衫「叢林鳥/Jungle Bird」與藍色牛仔褲搭配，另外他常穿著包括綠色及深藍色的「星蘭花/Star Orchid」夏威夷衫和黑色的「海芋天堂/Calla-Lilly Paradise」夏威夷衫；身為跑步、排球、籃球、壘球、棒球、單人雙槳艇好手及游泳健將與愛好者，同時亦為美國職棒大聯盟球隊底特律老虎隊的狂熱死忠支持球迷，Magnum常頭戴棒球隊鴨舌帽（尤其是底特律老虎隊球帽）、戴瓦奈墨鏡/Vuarnet Ski Lynx Aciers或雷龐墨鏡/Ray-Ban Shooters、穿灰橄欖色或藍色工字背心/Tank Top T-Shirt，以及白色或卡其色短褲等方便活動的裝扮。Magnum曾參與越南戰爭中美國和法國聯合軍事部隊特別作戰任務，持有身為團隊成員象徵的銀洛林十字戒，並因此認識了其擔任間諜的法籍前妻蜜雪兒/Michelle，還有歐維爾·理查·萊特/Rick與狄奧多·"T.C."·凱文/T.C.等部隊夥伴；他擅長情報搜集、滲透與反滲透和槍枝射擊等間諜和軍事技能，通曉英文、法文及越南文三種語言，同時也具有相當敏銳的觀察力與直覺，對於案件的第六感預知往往相當準確。Magnum現職為世界暢銷推理與冒險小說家Robin Masters聘請在夏威夷歐胡島上宅邸的保全系統顧問和測試員，以及私家調查員。他強烈偏好客戶以「私家調查員/Private Investigator」一詞稱呼其職業，而非一般人普遍使用的「私家偵探/Private Eye或Private Detective」。Magnum以受邀房客身份住在Robin Masters夏威夷宅邸內，並擁有多項特殊權利，得以任意使用Robin Masters名下車輛與照相機等物品。調查委託案件時，他常尋求強納森·奎爾·希金斯三世/Higgins、歐維爾·理查·萊特/Rick與狄奧多·"T.C."·凱文/T.C.等朋友的協助，而Higgins則常以要求Magnum放棄部份Robin Masters給予的權利，作為提供幫忙的交換條件；Magnum與Higgins兩人對交換條件間抬槓的攻防過程成為頗受觀眾喜愛的節目橋段。Magnum曾結過婚，這段婚姻關係最終在Magnum誤以為前妻Michelle死於一場在越南西貢（胡志明市）的爆炸案中告終；十年後，Michelle重新出現在Magnum眼前，當時她的身份為越南共產黨惠將軍妻子（惠將軍與Michelle同為越南反共產主義雙面間諜，並一塊工作，兩人在Michelle認Magnum前就已經結婚。在誤以為惠將軍身亡情況下，Michelle與Magnum結婚，然而在知道惠將軍仍生還後，Michelle偽造了自己的死亡，並重新返回惠將軍身邊。），而在短暫重逢期間，Magnum與Michelle發生性關係；Michelle在未告知Magnum懷有其骨肉情況下告別，並於其後替Magnum產下女兒莉莉·凱薩琳·麥格農/Lily Catherine Magnum。五年後，在本劇第七季第6集中，當Michelle為了躲避追殺及保護Lily安全，而將其短暫託付給Magnum時，他才瞭解到自己原來有個親生女兒。經濟條件方面，儘管Magnum出入駕駛名貴法拉利跑車、住在豪宅內，看似處於在富裕的生活環境，但其作為私家調查員所賺得的酬勞並不豐碩，大多數時間月薪收入往往都低於200元美金，導致Magnum經常面臨財務窘困、阮囊羞澀的狀態，使他頻繁地跟來往的朋友們賒帳。本劇最後一季（第八季第13集）中，由於前妻與其丈夫-越南惠將軍不幸雙雙身故，Magnum為了撫養前妻遺留的女兒Lily，給予其更安穩、更舒適與優渥的經濟生活條件，而選擇重返美國海軍情報局擔任中校一職。

- 約翰·希勒曼/John Hillerman飾演強納森·奎爾·希金斯三世/Jonathan Quayle Higgins III，劇中常僅稱呼其姓氏「Higgins」，狄奧多·"T.C."·凱文/Theodore "T.C." Calvin (T.C.) 有時戲稱其為「Higgy Baby」，因年齡和身高的關係，有時也被Magnum稱為「Old Man」、「small Guy」。前英國陸軍騎兵隊團士官長，單身、個頭小、黑髮梳平貼油頭、上唇留略呈小型金字塔的淡色薄髭，為四個主要角色中年紀最大者，也是唯一的英國裔和無持有銀洛林十字團隊戒的成員；個性謹慎古板、面容嚴肅冷峻、不苟言笑，看似為人尖酸刻薄、不可理喻，但其實是刀子口、豆腐心，色厲內荏的類型。Higgins精通戰術、戰爭史、照相技術、鑑識科學、催眠術、西洋棋、中國功夫等，並能流利運用英文、法文、西班牙文、中文、日文與手語。他在Magnum向其尋求提供協助時，要求Magnum放棄部分其老闆Robin Masters給予Magnum的特權，也總是與Magnum間就交換條件內容討價還價、針鋒相對，並於情緒激動或憤怒時總是脫口說出「Oh, my God!」。Higgins曾參與第二次世界大戰，並於越南、新幾內亞、印度、肯亞、中國及其他各地服役。現職為世界暢銷推理與冒險小說家Robin Masters在夏威夷歐胡島上宅邸的當家大總管，同時也常代表Robin Masters作為董事會成員出席卡美哈美哈國王俱樂部經營團隊召開的董事會，監督俱樂部營運經理Orville Richard Wright (Rick) 的經營現況。

- 賴瑞·馬內蒂/Larry Manetti飾演歐維爾·理查·萊特/Orville Richard Wright，劇中幾乎只被叫暱稱「Rick」。前海軍陸戰隊直升機艙門炮手（Door Gunner）和槍械武器專家，曾和Magnum一同參與越南戰爭中特別作戰任務，持有身為團隊成員象徵的銀洛林十字戒。單身、身材小、蓬鬆棕色捲髮，個性圓滑、富街頭智慧的他是四個主要角色中罕見唯一沒有蓄鬍的。Rick現職為地處歐胡島東南區卡美哈美哈國王俱樂部的營運經理；在此之前他曾擁有一間屬於自己叫做 Rick's Cafe Americain（亦被稱為The Snow Palace）的迪斯可舞廳。Rick常替Magnum介紹客戶與工作，另外他也常協助Magnum辦案，有時會Magnum要求下穿著滑稽裝扮和制服。身為俱樂部營運者，Rick交際廣泛，與夏威夷黑道和白道間關係都很密切；他主要消息來源為地下社會一位名為「冰鑿/Icepick」的黑社會老大，並常利用其情報網協助Magnum調查案件。本劇最後一集（第八季第13集）中，Rick最終與珂莉奧·米契爾/Cleo Mitchell結婚。

- 羅格·E·摩斯利/Roger E. Mosley飾演狄奧多·"T.C."·凱文/Theodore "T.C." Calvin，劇中均簡稱其姓名縮寫「T.C.」，前海軍陸戰隊直升機駕駛和運輸機械維修技師，黑色平頭捲髮、中等身高、留上唇小鬍子和下唇正下方鬍子(靈魂補丁/Soul Patch）的他為四個主要角色中唯一的非洲裔黑人（其餘三人均為高加索白種人），也是四人當中體格最壯碩的，同時亦為街頭格鬥高手。他曾和Magnum一同參與越南戰爭中特別作戰任務，持有身為團隊成員象徵的銀洛林十字戒。已婚，與妻子蒂娜·凱文/Tina Calvin育有一兒一女（布萊恩特·凱文/Bryant Calvin和美樂蒂·凱文/Melody Calvin），他們倆與其母親一同居住在美國本土。在本劇系列結局時，T.C.和妻子間不睦的關係融冰，重修舊好。從第一季最後一集（第一季第18集）開始，T.C.自己經營一家名為「海島跳躍者/Island Hoppers」的直升機包租公司；此前他曾在「肯·恩德林包租公司/Ken Enderlin Charters 」擔任直升機飛行員數年。生性開朗、充滿趣味，脾氣有時略顯暴躁衝動；他與Magnum在參與越南特別軍事任務、兩人相識的第一天時，就因一言不合而彼此拳頭相向，但這並不影響後來他們之間培養出的深厚友誼。Magnum在執行案件任務調查時常占T.C.便宜，往往在沒有事先給錢或付足款項情況下，硬凹T.C.用直升機載運他到調查地點，對此T.C.誠然常面露不滿情緒，但大多數情形下仍舊答應幫忙協助載運Magnum。在日常生活方面，T.C.自發性花費許多時間訓練與照顧一群在夏威夷當地生活的弱勢孩童與青少年，教導他們能賴以為生的機械維修技術，並擔任島上一支由青少年與孩童們組成的棒球隊指導教練。

- 宙斯與阿波羅（Zeus & Apollo）：

由Higgins所飼養、經高度軍事訓練的兩條德國杜賓犬，除了直呼名字外，Higgins也稱呼牠們倆為「The Lads（小夥子們）」。牠們忠心耿耿，負責Robin Masters宅邸的保安任務，並總是精準確實地執行Higgins所下達的任何指令，對於目標絕不留情，其中Magnum與T.C.兩人往往是被追殺最厲害的對象，尤其Magnum更經常淪為頭號目標。Higgins常發號的命令有：「Zeus, Apollo, kill!（宙斯、阿波羅，殺！）」和「Zeus, Apollo, patrol!（宙斯、阿波羅，巡邏！）」等。

## 重要物品與場所
物品
- 紅色法拉利跑車/Red Ferrari：

Magnum四處辦案或外出時的代步工具，為委託Magnum擔任宅邸保全系統顧問的知名作家，Robin Masters名下的典型賓尼法利納款式大紅色法拉利敞篷跑車。在Robin Masters的同意下，Magnum可以自由駕駛其名下的車輛，包括其紅色法拉利跑車。無論何時，Magnum出門總是開著紅色法拉利跑車，也因此常被旁人質疑看起來非有錢人的他絕不可能是法拉利跑車的真正車主。本劇中共出現三款不同的紅色法拉利敞篷跑車，第一季為1978年出廠的Ferrari 308 GTS，第二季及第三季為1980年出廠的Ferrari 308 GTSi，而自第四季以後則改為1984年出廠的Ferrari 308 GTSi Quattrovalvole。
- 休斯500號D/Hughes 500D：

由T.C.個人持有與駕駛的直升機，漆黑機身繪有橘紅與亮黃斜條紋，Magnum與T.C.常搭乘此直輕型升機在夏威夷各島嶼間穿梭，蒐集案件相關情資與證據。
休斯500號飛機是美國陸軍OH-6A Cayuse/Loach的民用版本，其後的MD 500系列輕型民用和軍用直升機即是以休斯500號作為基礎開發的，該系列目前包括MD 500E，MD 520N和MD 530F等型號。
- 銀洛林十字戒：

Magnum、Rick和T.C.三人平時都會穿戴的戒指，為參與越南戰爭美法聯合特別行動團隊成員的象徵；該團隊成員來自美國與法國數個軍事部隊，包括海軍三棲特戰隊/海豹部隊（Magnum和Magnum兒時玩伴兼好友丹·庫克/Dan Cook）、海軍陸戰隊（Rick和T.C.）、法國傘兵部隊（飛利浦·"泡沫"·杜魯瑟Phillipe "La Bulle" Trusseau和佩佩/Pepe）和Magnum擔任反共產主義雙面間諜的法籍前妻蜜雪兒/Michelle等。

場所
- 羅賓之巢（Robin's Nest）：

暢銷推理與探險小說家羅賓·邁斯特斯/Robin Masters位於夏威夷歐胡島東南隅的宅邸兼私人招待所，有私人海灘與海域，Magnum經常在此游泳。羅賓之巢和其相關地產管理者為大總管Higgins，外部由兩條德國杜賓犬Zeus & Apollo負責安全戒備；除了常住房客兼保全設施安檢調查員Magnum外，Robin Masters經常邀請其他客人入住羅賓之巢，當中女性客人以空服員居多。
- 卡美哈美哈國王俱樂部（King Kamehameha Club）：

地處夏威夷歐胡島東南隅海岸旁，擁有美麗沙灘與海域的私人俱樂部，設有室內與戶外海灘酒吧、餐廳、網球場、排球場和名為Anuenue Room的宴會廳等設施。Robin Masters為該俱樂部董事之一；在現任營運經理Rick上任後，俱樂部方從長年處於虧損狀態，轉變成有盈餘獲利；另外，作為Robin Masters代理人，Higgins有時會以董事會成員代表身分出席經營團隊董事會。該俱樂部營運方式採會員制，不開放非會員者進入，但身為非會員的Magnum與T.C.卻經常出入於此，而營運經理Rick幫Magnum介紹客戶（無論該客戶是否為俱樂部會員）或談事情時也會在此地。

## 系列總覽/劇集名稱
```
 第一季
```

第1集 Don't Eat the Snow in Hawaii: Part 1
第2集 Don't Eat the Snow in Hawaii: Part 2
第3集 China Doll
第4集 Thank Heaven for Little Girls and Big Ones Too
第5集 No Need to Know
第6集 Skin Deep
第7集 Never Again, Never Again
第8集 The Ugliest Dog in Hawaii
第9集 Missing in Action
第10集 Lest We Forget
第11集 The Curse of the King Kamehameha Club
第12集 Thicker Than Blood
第13集 All Roads Lead to Floyd
第14集 Adelaide
第15集 Don't Say Goodbye
第16集 The Black Orchid
第17集 J. 'Digger' Doyle
第18集 Beauty Knows No Pain
```
 第二季
```

第1集 Billy Joe Bob
第2集 Dead Man's Channel
第3集 The Woman on the Beach
第4集 From Moscow to Maui
第5集 Memories Are Forever: Part 1
第6集 Memories Are Forever: Part 2
第7集 Tropical Madness
第8集 Wave Goodbye
第9集 Mad Buck Gibson
第10集 The Taking of Dick McWilliams
第11集 The Sixth Position
第12集 Ghost Writer
第13集 The Jororo Kill
第14集 Computer Date
第15集 Try to Remember
第16集 Italian Ice
第17集 One More Summer
第18集 Texas Lightning
第19集 Double Jeopardy
第20集 The Last Page
第21集 The Elmo Ziller Story
第22集 Three Minus Two
```
 第三季
```

第1集 Did You See the Sun Rise? Part 1
第2集 Did You See the Sun Rise? Part 2
第3集 Ki'is Don't Lie
第4集 The Eighth Part of the Village
第5集 Past Tense
第6集 Black on White
第7集 Flashback
第8集 Foiled Again
第9集 Mr. White Death
第10集 Mixed Doubles
第11集 Almost Home
第12集 Heal Thyself
第13集 Of Sound Mind
第14集 The Arrow That Is Not Aimed
第15集 Basket Case
第16集 Birdman of Budapest
第17集 I Do?
第18集 Forty Years from Sand Island
第19集 Legacy from a Friend
第20集 Two Birds of a Feather
第21集 ...By Its Cover
第22集 The Big Blow
第23集 Faith and Begorrah
```
 第四季
```

第1集 Home from the Sea
第2集 Luther Gillis: File #521
第3集 Smaller Than Life
第4集 Distant Relative
第5集 Limited Engagement
第6集 Letter to a Duchess
第7集 Squeeze Play
第8集 A Sense of Debt
第9集 The Look
第10集 Operation: Silent Night
第11集 Jororo Farewell
第12集 The Case of the Red-Faced Thespian
第13集 No More Mr. Nice Guy
第14集 Rembrandt's Girl
第15集 Paradise Blues
第16集 The Return of Luther Gillis
第17集 Let the Punishment Fit the Crime
第18集 Holmes Is Where the Heart Is
第19集 On Face Value
第20集 Dream a Little Dream
第21集 I Witness
```
 第五季
```

第1集 Echoes of the Mind: Part 1
第2集 Echoes of the Mind: Part 2
第3集 Mac's Back
第4集 The Legacy of Garwood Huddle
第5集 Under World
第6集 Fragments
第7集 Blind Justice
第8集 Murder 101
第9集 Tran Quoc Jones
第10集 Luther Gillis: File #001
第11集 Kiss of the Sabre
第12集 Little Games
第13集 Professor Jonathan Higgins
第14集 Compulsion
第15集 All for One: Part 1
第16集 All for One: Part 2
第17集 The Love-for-Sale Boat
第18集 Let Me Hear the Music
第19集 Ms. Jones
第20集 The Man from Marseilles
第21集 Torah, Torah, Torah
第22集 A Pretty Good Dancing Chicken
```
 第六季
```

第1集 Deja Vu: Part 1
第2集 Deja Vu: Part 2
第3集 Old Acquaintance
第4集 The Kona Winds
第5集 The Hotel Dick
第6集 Round and Around
第7集 Going Home
第8集 Paniolo
第9集 The Treasure of Kalaniopu'u
第10集 Blood and Honor
第11集 Rapture
第12集 I Never Wanted to Go to France, Anyway
第13集 Summer School
第14集 Mad Dogs and Englishmen
第15集 All Thieves on Deck
第16集 This Island Isn't Big Enough....
第17集 Way of the Stalking Horse
第18集 Find Me a Rainbow
第19集 Who Is Don Luis Higgins... and Why Is He Doing These Terrible Things to Me?
第20集 A Little Bit of Luck... a Little Bit of Grief
第21集 Photo Play
```
 第七季
```

第1集 LA: Part 1
第2集 LA: Part 2
第3集 One Picture Is Worth
第4集 Straight and Narrow
第5集 AAPI
第6集 Death and Taxes
第7集 Little Girl Who
第8集 Paper War
第9集 Novel Connection
第10集 Kapu
第11集 Missing Melody
第12集 Death of the Flowers
第13集 Autumn Warrior
第14集 Murder by Night
第15集 On the Fly
第16集 Solo Flight
第17集 Forty
第18集 Laura
第19集 Out of Synch
第20集 The Aunt Who Came to Dinner
第21集 The People vs. Orville Wright
第22集 Limbo
```
 第八季
```

第1集 Infinity and Jelly Doughnuts
第2集 Pleasure Principle
第3集 Innocence... A Broad
第4集 Tigers Fan
第5集 Forever in Time
第6集 The Love That Lies
第7集 A Girl Named Sue
第8集 Unfinished Business
第9集 The Great Hawaiian Adventure Company
第10集 Legend of the Lost Art
第11集 Transitions
第12集 Resolutions: Part 1
第13集 Resolutions: Part 2
全劇共計8季162集